# Abraham Storck
Abraham Storck (* April 1644 in Amsterdam; † April 1708 ebenda) war ein niederländischer Marinemaler im 17. Jahrhundert. Besonders seine Werke im Bezug zu Zar Peter I. und dessen Besuch in Amsterdam sind von Bedeutung.

## Leben
Seine genauen Geburts- und Sterbedaten sind nicht bekannt. Lediglich seine Taufe am 17. April 1644 in der Amsterdamer Noorderkerk und sein Begräbnis am 8. April 1708 auf dem Sint Anthoniskerkhof in Amsterdam sind dokumentiert.
Seine Eltern waren der aus Wesel stammende Jan Jansen Sturck, Feinmaler, und Teuntje Jacobs aus Amsterdam. In den Urkunden hatte sich Vater Jan sowohl Sturck und auch Sturckenburch genannt. Diese hatten neben Abraham noch zwei weitere Söhne: Johannes, getauft 1629 und Jacob, getauft 1641. Über letzteren ist wenig bekannt. Er muss aber bereits 1688 gestorben sein. Der älteste Sohn heiratete 1668 Eytje Bronckhorst und wurde so Schwager des Marinemalers Jan Abrahamszoon Beerstraten. Nicht nur deshalb waren die Verbindungen zwischen den Familien Storck und Beerstraten eng.
Abraham, in Urkunden auch Sturckenburgh genannt, wohnte noch 1663 im Haus seiner Eltern. 1688 wird er in der St. Lucas Gilde als Mitglied genannt. Am 14. November 1694 heiratet er Neeltje Pieters van Meyservelt, die bereits Kinder aus einer früheren Ehe einbringt. Reisen nach Italien können nicht nachgewiesen werden.

## Werk
Aus der immensen Anzahl hinterlassener Werke kann man die Schwerpunktthemen italienische bzw. südliche Veduten, Seeschlachten, Walfang und Peter der Große in Holland finden. Dabei fällt es schwer, die Arbeiten der Brüder auseinanderzuhalten. Es wird deshalb daran gedacht, dass der begabteste, Abraham, die Werkstatt leitete und die zu verkaufenden Arbeiten signierte.
Für die Darstellungen seiner italienischen Häfen und Gebäude lassen sich Vorbilder in zeitgenössischen Drucken finden. Auch mit diesem Thema lässt sich eine Verbindung zu Beerstraten herstellen, der ebenfalls „italienische“ Veduten malte. Neben italienisierenden Ansichten sind die Hafenansichten und Schiffahrtsszenen allgemein südlich oder dem Mittelmeer zuzuordnen. Dabei ist auffällig, dass neben regionalen Schiffstypen auch oft große niederländische Schiffe den Bildinhalt und die Komposition bestimmen. Diese Arbeitsweise der Bildkomposition findet sich auch in niederländischen Ansichten wieder.
Die Darstellung der Viertageschlacht ist das bekannteste Werk für sein Œuvre als auch für dieses Ereignis. In der Anzahl der Werke ist es aber das kleinste Thema in seinem Werk. Neben der Viertageschlacht mit mehreren Arbeiten sind nur noch einzelne zur Seeschlacht vor Texel 1673 und La Hougue 1693 bekannt.
Am Ende des 17. Jahrhunderts wurde die Walfangfahrt europaweit zu einem bedeutenden Geschäft. Zunehmend wird dieses Thema von verschiedenen Künstlern aufgegriffen. Auch von Storck sind Arbeiten bekannt. Einige unsignierte Werke könnten in der Werkstatt Storck entstanden sein. Hier besteht auch eine Verbindung zum Marinemaler Hendrik Jacobsz. Dubbels.
Beim Besuch Zar Peters in Holland beteiligte er sich am Bau eines Schiffes auf der Werft der Ostindien-Kompanie in Amsterdam. Dieses Schiff, ihm zu Ehren Pieter en Paul genannt, wird in mehreren Gemälden von allen Seiten dargestellt. Zugleich ist es die einzige bildliche Quelle des Schiffs. Während des Aufenthaltes des Zaren in Amsterdam fand auch ein Schein-Gefecht von kleinen Jachten und Binnenfahrzeugen statt und dies wurde auch wieder in mehreren Gemälden festgehalten.
Siehe auch: Gerrit Claesz Pool

## Auktionen
- 1825 in Nürnberg: Eine Seegegend; by stürmischen Meere kämpfen mehrere Schiffe mit den bewegten Wellen.[1]